# Richard Wallach

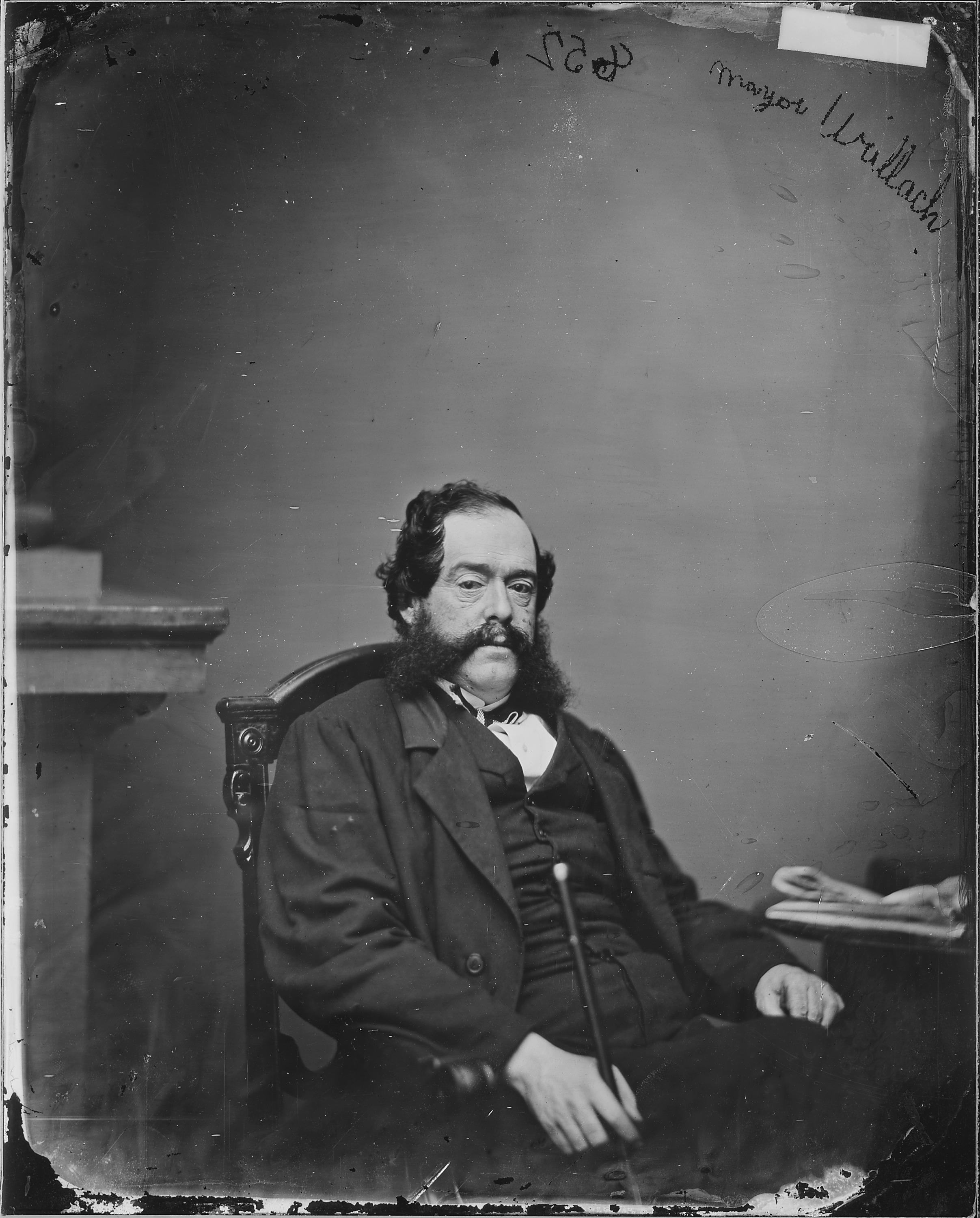
Richard Wallach

Richard Wallach (* 3. April 1816 in Alexandria, Virginia; † 4. März 1881 in Washington, D.C.) war ein US-amerikanischer Politiker. Zwischen 1861 und 1868 war er Bürgermeister der Stadt Washington.

## Werdegang
Richard Wallace wuchs in Washington D.C. auf und absolvierte die dortige Gonzaga College High School. Nach einem anschließenden Jurastudium am Columbian College, der späteren George Washington University, und seiner 1836 erfolgten Zulassung als Rechtsanwalt begann er in seinem neuen Beruf zu arbeiten. Gleichzeitig schlug er eine politische Laufbahn als Mitglied der Whig Party ein. Zwischen 1846 und 1848 saß er im Stadtrat von Washington. Im Jahr 1849 wurde er US Marshal für Washington D.C. Damit war er gleichzeitig Vorgesetzter aller Bundesmarshals. Diesen Posten bekleidete er bis 1853. Anschließend wurde er erneut Mitglied im Stadtrat. Nach der Auflösung der Whigs schloss er sich der 1854 gegründeten Republikanischen Partei an.
In den Jahren 1858 und 1860 kandidierte Wallach jeweils erfolglos gegen den Amtsinhaber James G. Berret für das Amt des Bürgermeisters. Berret war als Gemeinschaftskandidat der Gegner der Know-Nothing Party angetreten, während der Republikaner Wallach die Unterstützung dieser Partei erhielt. 1858 gewann Berrett die Wahl mit 680 Stimmen Vorsprung. Bei seiner Wiederwahl im Jahr 1860, wieder gegen Wallach, hatte er nur noch 24 Stimmen Vorsprung. Wallach warf ihm Wahlbetrug und Manipulation in beiden Wahlen vor. Da nichts bewiesen werden konnte, trat Berret sein Amt als Bürgermeister Washingtons am 14. Juni 1858 an. Nachdem sich Berret im Jahr 1861 nach dem Ausbruch des Bürgerkriegs geweigert hatte, einen angeordneten Treueeid auf die Union abzulegen, musste er vom Amt des Bürgermeisters zurücktreten. Zu diesem Zeitpunkt war Wallach Vorsitzender des Stadtrats, der ihn zum Nachfolger Berrets berief. Nach drei regulären Wiederwahlen konnte er dieses Amt zwischen dem 26. August 1861 und dem 8. Juni 1868 ausüben. Erwähnenswert ist auch, dass bis 1871 der Bürgermeister von Washington nicht den gesamten District of Columbia verwaltete. Die damals selbständige Stadt Georgetown stellte bis 1871 ihren eigenen Bürgermeister.
In Wallachs Amtszeit veränderte sich das Gesicht der Bundeshauptstadt. Die Stadt stand zunächst im Zeichen des Bürgerkriegs und entwickelte sich dank der Vergrößerung der Bundesverwaltung zur Metropole. Entsprechend musste die Infrastruktur den neuen Gegebenheiten angepasst werden. Damals entstand unter anderem die erste Berufsfeuerwehr der Stadt. Auch das Straßensystem und die Kanalisation wurden ausgebaut. In Wallachs Amtszeit fällt auch die Ermordung von Präsident Abraham Lincoln im April 1865. Politisch war er nicht immer mit Lincolns Politik einverstanden. So stand er der Sklavenemanzipation und dem Wahlrecht für ehemalige Sklaven eher ablehnend gegenüber. Als diese dann 1868 bei den Bürgermeisterwahlen von Washington erstmals zur Urne gehen durften, trugen sie zur Abwahl von Wallach bei.
Nach dem Ende seiner Zeit als Bürgermeister praktizierte Richard Wallach wieder als Anwalt. Er starb am 4. März 1881 in Washington.